# Bhaire, Karwar
Bhaire là một làng thuộc tehsil Karwar, huyện Uttara Kannada, bang Karnataka, Ấn Độ.